# Hans-Peter Reichl
Hans-Peter Reichel (auch Peter Reichl; * 7. Mai 1955 in Solingen) ist ein deutscher Behindertensportler. Sein größter Erfolg war die Silbermedaille im Segelwettbewerb im Dreier Kielboot bei den Sommer-Paralympics 2000.

## Leben
Peter Reichl wurde in Solingen geboren. Er erlernte den Beruf des Kfz-Mechanikers. Er fuhr Motorradrennen. Nach einem Rennunfall in der Tschechoslowakei 1989 ist er querschnittsgelähmt.
1992 heiratete er seine Frau Gesine, die als Physiotherapeutin die deutsche Nationalmannschaft im Segeln als Betreuerin und Klassifiziererin viermal bei Paralympischen Spielen begleitete. Reichl startete zwischen 1999 und 2004 mehrfach bei der Deutschen Meisterschaft und bei Weltmeisterschaften in der Bootsklasse Sonar. 1999 wurde er Weltmeister in seiner Klasse. Sein bestes Resultat bei offenen Weltmeisterschaften war der 43. Platz 2003. Bei den Internationalen Deutschen Meisterschaften erreichte er 1999 den 1. Platz. Er startete für den Yachtclub Berlin-Grünau.
Neben dem Segeln spielte er seit 1990 bis in der 2. Bundesliga Rollstuhlbasketball beim TV Donrath.
Seit den Sommer-Paralympics 2000 ist im Segeln das Dreier Kielboot der Bootsklasse Sonar ein Wettbewerb. In diesem ersten Wettbewerb gewann er im Boot mit Steuermann Jens Kroker und Peter Münter die Silbermedaille. Bei den Sommer-Paralympics 2004 erreichte er im selben Bootstyp mit seinem Team, mit Kroker als Steuermann und Olaf Jacobs, den vierten Platz. Reichl gab Kroker die Schuld, das dieser aufgrund falscher Entscheidungen eine Medaille verspielt habe und beendete seine professionelle Seglerkarriere.
Reichl ist Rentner und lebt in seiner Heimatstadt Solingen.